# McNulty (Schiff)
Die McNulty, auch USS McNulty (DE-581), war ein Geleitzerstörer der Rudderow-Klasse der United States Navy während des Zweiten Weltkriegs.

## Geschichte
Das Schiff wurde am 17. November 1943 bei Bethlehem-Hingham Shipyard, Inc., Hingham, Massachusetts, auf Kiel gelegt. Der Stapellauf erfolgte am 8. Januar 1944. Die Taufpatin war Helen K. McNulty. Das Schiff wurde am 31. März 1944 in Dienst gestellt.
Nach der Erprobung vor Bermuda führte das Schiff Ausbildungsfahrten entlang der Ostküste der Vereinigten Staaten durch. Danach verließ das Schiff im Konvoi die Chesapeake Bay in Richtung Mittelmeer mit dem Ziel Tunesien. Ihr Geschützfeuer half am 12. Juli 1944 einen angreifenden deutschen Bomber abzuwehren. Der Konvoi erreichte zwei Tage später sicher den Hafen Bizerte im Norden Tunesiens. Nach einer weiteren Konvoimission nach New York City unternahm sie eine Überfahrt von Norfolk, Virginia nach Tunesien und zurück nach New York. Ab dem 3. November 1944 begleitete das Schiff den Konvoi Cort Div 67 in Richtung Pazifik. Als die McNulty am 17. Dezember Hollandia, heute Jayapura in Neuguinea, erreichte, wurde sie in die 7. Flotte eingegliedert. Ihre erste Geleitmission war vom 19. Dezember bis 2. Januar 1945 nach Leyte. Nach weniger als 24 Stunden Aufenthalt machte sie sich auf den Marsch zur Task Group 78.9, der 2. Lingayen Supply Group. Am 12. Januar vor Luzón wurden zwei der von ihr begleiteten Handelsschiffe durch Kamikaze-Angriffe getroffen und mehr als 100 Soldaten kamen ums Leben. Die McNulty erreichte am 13. Januar mit dem Konvoi den Golf von Lingayen und eskortierte die Schiffe dann bis zum 19. Januar zurück nach Leyte.
Die Mc Nulty patrouillierte am 29. Januar 1945 vor Luzón als die San Narciso Attack Force Landungen durchführte, um Manila und Bataan vom Norden der Insel anzuschneiden. Sie setzte ihren Patrouillen- und Begleitdienst auf den Philippinen und zu den Admiralitätsinseln, Neuguinea und Okinawa bis zum Ende des Krieges fort.
Am 1. September begann von der Subic-Bucht aus ein weiterer Einsatz um Besatzungsoperationen zu unterstützen. Das Schiff eskortierte zunächst das Hospitalschiff Relief von den Okinawa-Inseln nach Korea, kreuzte dann vor der chinesischen Küste, bevor sie am 14. Oktober von Okinawa aus in die USA zurückkehrte. Sie lief am 5. November 1945 in San Diego an, wurde dort am 2. Juli 1946 außer Dienst gestellt und in die Pazifik-Reserveflotte eingegliedert, wo sie mindestens bis 1969 blieb. Am 16. November 1972 wurde sie schließlich als Zielschiff vor der Küste Kaliforniens versenkt. Die McNulty erhielt zwei Battle stars für den Dienst im Zweiten Weltkrieg.

## Namensgeber
John Thomas McNulty wurde am 23. April 1897 in Philadelphia, Pennsylvania, geboren. Er meldete sich am 14. August 1917 für den Dienst im Ersten Weltkrieg bei der Marine, bis er am 7. August 1919 entlassen wurde. Er meldete sich am 15. Juli 1920 für die Zeit bis zum 10. Juli 1924 erneut und diente nach seiner dritten Einberufung am 29. Juli 1924 ununterbrochen bis zu seinem Tod. Am 3. November 1941 wurde er zum Fähnrich ernannt und am 15. Juni 1942 zum Leutnant (Junior Grade) befördert. Er wurde am 9. August 1942 während der Schlacht vor Savo Island auf dem schweren Kreuzer Astoria getötet.